# Elisabeth Czapek
Elisabeth Martina Ellenore Czapek, född 24 mars 1860 i Göteborgs garnisonsförsamling, Göteborg, död 21 januari 1949 i Oskar Fredriks församling, Göteborg, var en svensk målare, känd för miniatyrporträtt. 
Hon var dotter till musikdirektören Josef Czapek och Berta Augustina Haglund
Czapek studerade för Jules Joseph Lefebvre och Tony Robert-Fleury vid Académie Julian i Paris 1884–1892 samt miniatyrmålning för bland annat Renée de Mirmont 1890–1893. Hon medverkade i Göteborgsutställningen 1891, med Konstföreningen för södra Sverige, Svenska konstnärernas förening och Göteborgs konstförening.
Hennes konst består huvudsakligen av miniatyrer med landskap och porträtt, bland annat har hon porträtterat Oscar II, prinsessan Ebba Bernadotte och grevinnan Maria af Wisborg. Czapek finns representerad vid bland annat Nationalmuseum i Stockholm och Göteborgs stadsmuseum.